# Gimbrarklettur
Gimbrarklettur är en bergstopp i republiken Island. Den ligger i regionen Norðurland vestra, 240 km nordost om huvudstaden Reykjavík. Toppen på Gimbrarklettur är 382 meter över havet.
Trakten runt Gimbrarklettur är nära nog obefolkad, med mindre än två invånare per kvadratkilometer. Närmaste större samhälle är Siglufjörður, omkring 19 kilometer nordost om Gimbrarklettur.